# Tillandsia huarazensis
Tillandsia huarazensis là một loài thực vật có hoa trong họ Bromeliaceae. Loài này được Ehlers & Till miêu tả khoa học đầu tiên năm 1988.